# Olympische Sommerspiele 1908/Leichtathletik – 1500 m (Männer)
Der 1500-Meter-Lauf der Männer bei den Olympischen Spielen 1908 in London wurde am 14. Juli 1908 im White City Stadium entschieden. Tags zuvor wurden in acht Vorläufen die Finalisten ermittelt.
Olympiasieger wurde der US-Amerikaner Mel Sheppard. Silber gewann der Brite Harold Wilson, Bronze ging an dessen Landsmann Norman Hallows.

## Rekorde
Der bestehende Weltrekord war damals noch inoffiziell.
| Weltrekord         | 3:59,8 min | Harold Wilson   | Großbritannien | London (Großbritannien), 30. Mai 1908        |
| Olympischer Rekord | 4:05,4 min | James Lightbody | USA            | Finale OS St. Louis (USA), 3. September 1904 |

Folgende Rekorde wurden bei den Olympischen Spielen 1908 in dieser Disziplin gebrochen oder eingestellt:
| OR  | 4:05,0 min | Mel Sheppard   | USA            | zweiter Vorlauf, 13. Juli |
| OR  | 4:03,4 min | Norman Hallows | Großbritannien | dritter Vorlauf, 13. Juli |
| ORe | 4:03,4 min | Mel Sheppard   | USA            | Finale, 14. Juli          |

## Ergebnisse

### Vorläufe (13. Juli)
Nur die jeweiligen Laufsieger aus den acht Vorläufen qualifizierten sich für das Finale. Diese Regelung hatte zur Folge, dass der Italiener Emilio Lunghi mit 4:03,8 min ausschied. Seine Zeit hätte im Finale für eine Medaille gereicht, doch Lunghi war in seinem Halbfinale lediglich Zweiter hinter Norman Hallows gewesen. Für seine Leistung erhielt Lunghi immerhin ein Ehrendiplom und gewann eine Woche später über 800 Meter die Silbermedaille.
Die in Klammern angegebenen Zeiten stammen aus der unten genannten Literatur von zur Megede und sind vermutlich geschätzt.

#### 1. Vorlauf

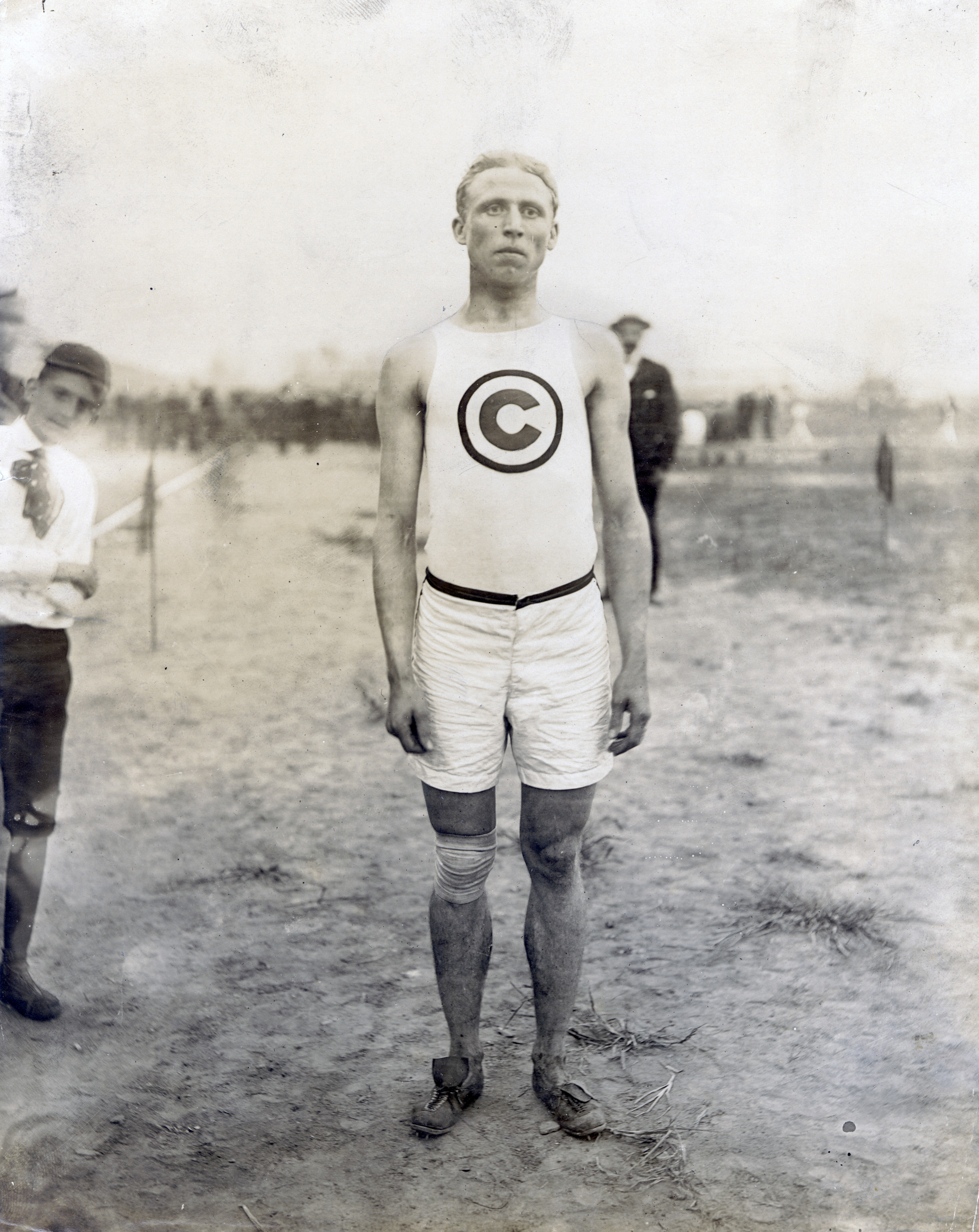
James Lightbody – 1904 dreifacher Olympiasieger – ausgeschieden als Zweiter des ersten Vorlaufs
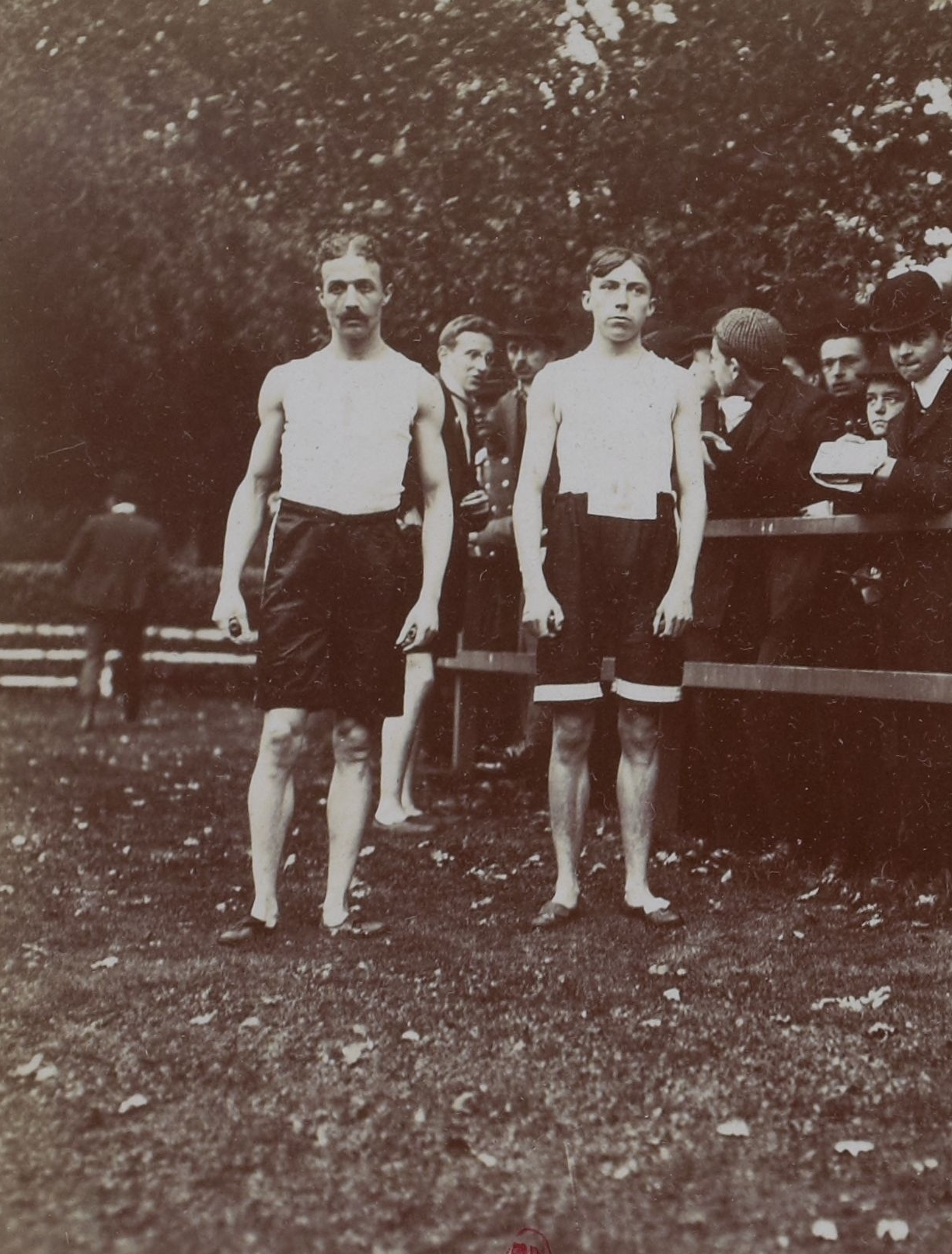
Louis de Fleurac (links) und Jacques Keyser – hier im Jahr 1906 – ausgeschieden im ersten Vorlauf

| Platz | Athlet                   | Land           | Zeit (min) |
| ----- | ------------------------ | -------------- | ---------- |
| 1     | James Sullivan           | USA            | 4:07,6     |
| 2     | James Lightbody          | USA            | (4:08,6)   |
| 3     | Frederick Meadows        | Kanada         | (4:12,2)   |
| 4     | Francis Knott            | Großbritannien | k. A.      |
| 5     | Joseph Smith             | Großbritannien | k. A.      |
| 6     | Louis Bonniot de Fleurac | Frankreich     | k. A.      |
| 7     | Nils Dahl                | Norwegen       | k. A.      |
| 8     | Ödön Bodor               | Ungarn         | k. A.      |
| 9     | Jacques Keyser           | Niederlande    | k. A.      |

James Sullivan bezwang den zweifachen Olympiasieger von 1904 James Lightbody mit sechs Yards Vorsprung.
Für Fred Meadows sind weitere vierzehn Yards Rückstand angegeben, alle weiteren Läufer lagen deutlich zurück.

#### 2. Vorlauf
| Platz | Athlet             | Land           | Zeit (min)  |
| ----- | ------------------ | -------------- | ----------- |
| 1     | Mel Sheppard       | USA            | 04:05,0 OR  |
| 2     | John Halstead      | USA            | (4:05,6)000 |
| 3     | George Butterfield | Großbritannien | (4:11,8)000 |
| 4     | John Lee           | Großbritannien | k. A.00     |
| 5     | Joseph Lynch       | Australasien   | k. A.00     |
| 6     | Kjeld Nielsen      | Dänemark       | k. A.00     |
| 7     | Arno Hesse         | Deutschland    | k. A.00     |

Mel Sheppard gewann seinen Vorlauf knapp vor John Halstead, der mit einem Yard Rückstand folgte. Zwischen George Butterfield und John Lee lagen drei Yards bei allerdings größerem Rückstand zu den beiden Läufern ganz vorn. Der Vorname des Laufsiebten Deutschen Hesse wird in der unten genannten Literatur von zur Megede mit Alfred benannt.

#### 3. Vorlauf

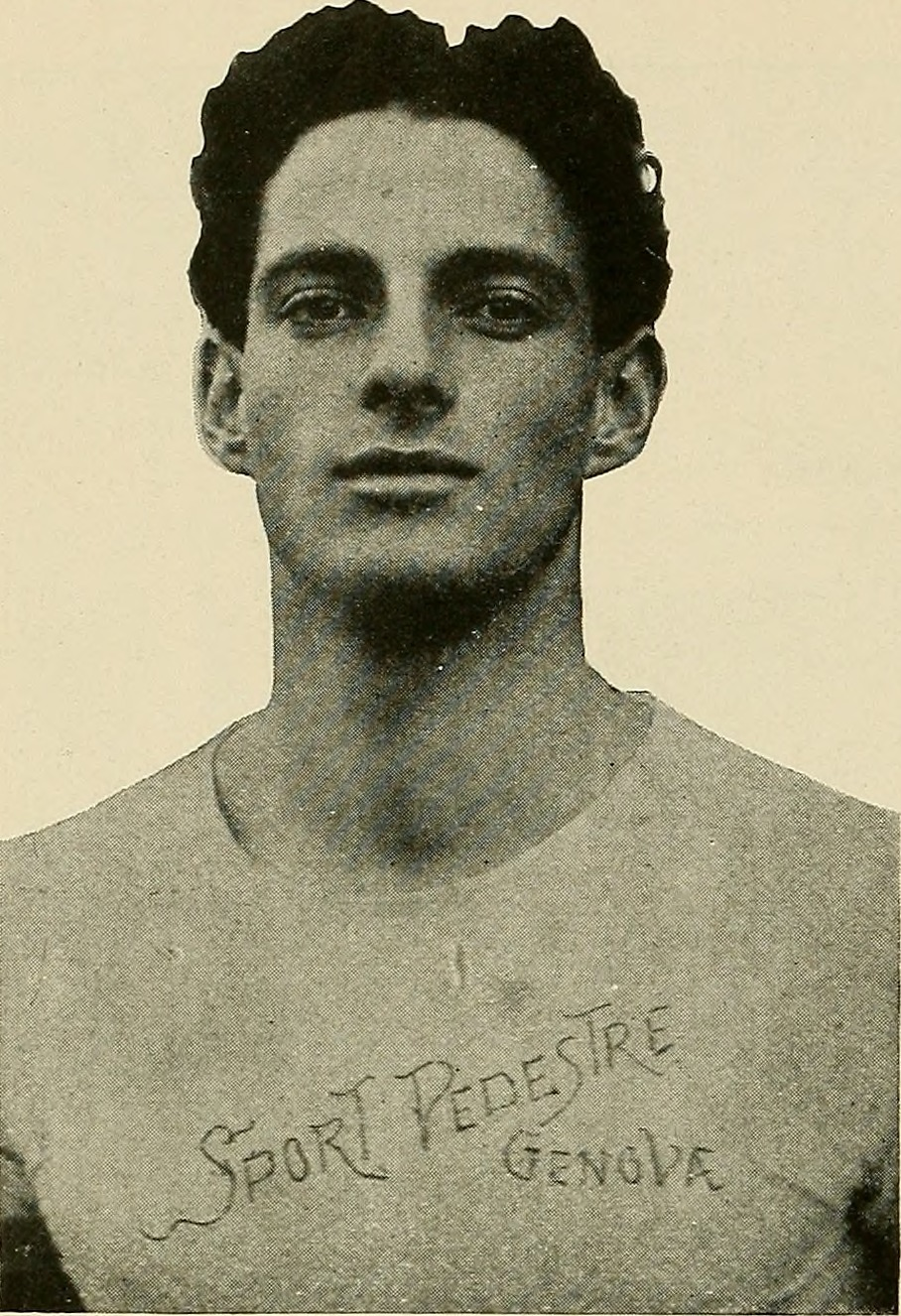
Emilio Lunghi, späterer 800 Meter-Zweiter, erreichte trotz hervorragender Zeit nicht das Finale

| Platz | Athlet             | Land           | Zeit (min)  |
| ----- | ------------------ | -------------- | ----------- |
| 1     | Norman Hallows     | Großbritannien | 04:03,4 OR  |
| 2     | Emilio Lunghi      | Italien        | (4:03,8)000 |
|       | Massimo Cartasegna | Italien        | DNF00       |
|       | Frank Riley        | USA            | DNF00       |
|       | Evert Björn        | Schweden       | DNF00       |
|       | Charles Swain      | Australasien   | DNF00       |

Emilio Lunghi folgte dicht auf Norman Hallows und blieb ebenfalls unter dem bisherigen olympischen Rekord.
Alle anderen Läufer gaben nach den Angaben von Sports-Reference vorzeitig auf. Bei zur Megede sind
Massimo Cartasegna, Frank Riley und Evert Björn ohne Zeitangaben auf den Plätzen vier bis sechs gelistet.
Charles Swain ist sowohl bei Kluge als auch bei zur Megede nicht verzeichnet.

#### 4. Vorlauf

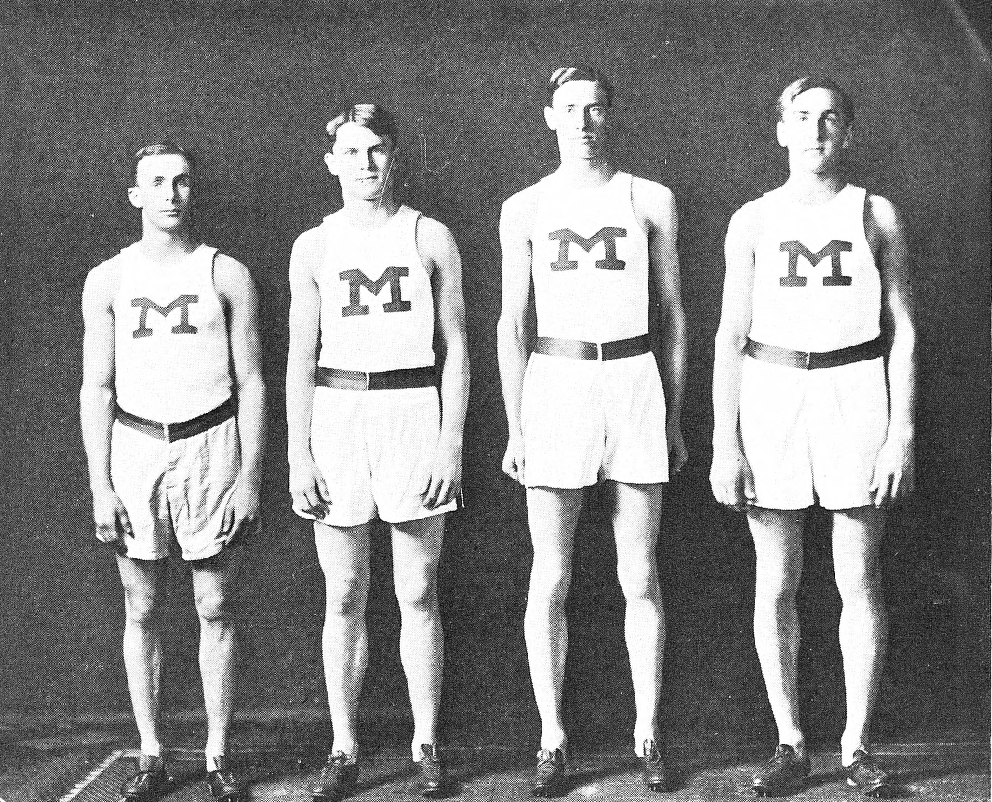
Harry Coe (Zweiter von rechts) scheiterte als Zweiter seines Vorlaufs
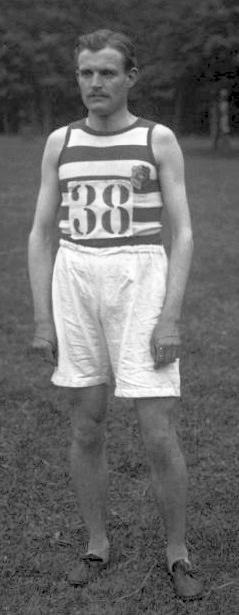
Joseph Dreher – ausgeschieden als Fünfter des vierten Vorlaufs

| Platz | Athlet              | Land           | Zeit (min) |
| ----- | ------------------- | -------------- | ---------- |
| 1     | Ernest Loney        | Großbritannien | 4:08,4     |
| 2     | Harry Coe           | USA            | (4:09,2)   |
| 3     | John McGough        | Großbritannien | (4:16,4)   |
| 4     | Stylianos Dimitriou | Griechenland   | k. A.      |
| 5     | Joseph Dreher       | Frankreich     | k. A.      |

Nur Harry Coe konnte mit Ernest Loney mithalten und hatte im Ziel zwei Yards
Rückstand. Für John McGough waren es bereits dreißig Yards, die übrigen Läufer
waren noch klarer unterlegen.

#### 5. Vorlauf
| Platz | Athlet            | Land       | Zeit (min) |
| ----- | ----------------- | ---------- | ---------- |
| 1     | John Tait         | Kanada     | 4:12,2     |
| 2     | József Nagy       | Ungarn     | (4:19,6)   |
| 3     | Fredrik Svanström | Finnland   | (4:25,2)   |
|       | Gaston Ragueneau  | Frankreich | DNF        |

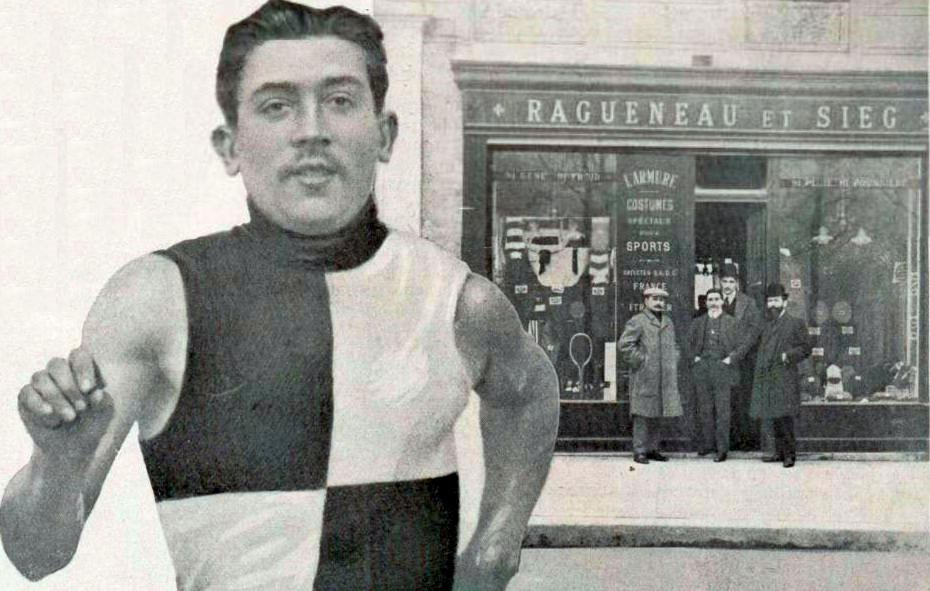
Gaston Ragueneau – im fünften Vorlauf nicht im Ziel

John Tait gewann trotz mäßiger Zeit mit fünfzig Yards Vorsprung auf József Nagy. Die weiteren Läufer

folgten mit noch größerem Rückstand. Bei zur Megede ist Gaston Ragueneau auf Rang vier gelistet.

#### 6. Vorlauf
| Platz | Athlet          | Land           | Zeit (min) |
| ----- | --------------- | -------------- | ---------- |
| 1     | Joe Deakin      | Großbritannien | 4:13,6     |
| 2     | Andreas Breynck | Deutschland    | (4:30,0)   |
| 3     | Arie Vosbergen  | Niederlande    | (4:38,2)   |

Trotz mäßiger Zeit gewann Joe Deakin mit 75 bzw. 200 Yards Vorsprung auf seine beiden Konkurrenten.

#### 7. Vorlauf
- Jean Bouin – später auf den olympischen Langstrecken sehr erfolgreich – schied im siebten Vorlauf aus

| Platz | Athlet            | Land           | Zeit (min) |
| ----- | ----------------- | -------------- | ---------- |
| 1     | Harold Wilson     | Großbritannien | 4:11,4     |
| 2     | Jean Bouin        | Frankreich     | (4:17,0)   |
| 3     | William Galbraith | Kanada         | (4:20,2)   |

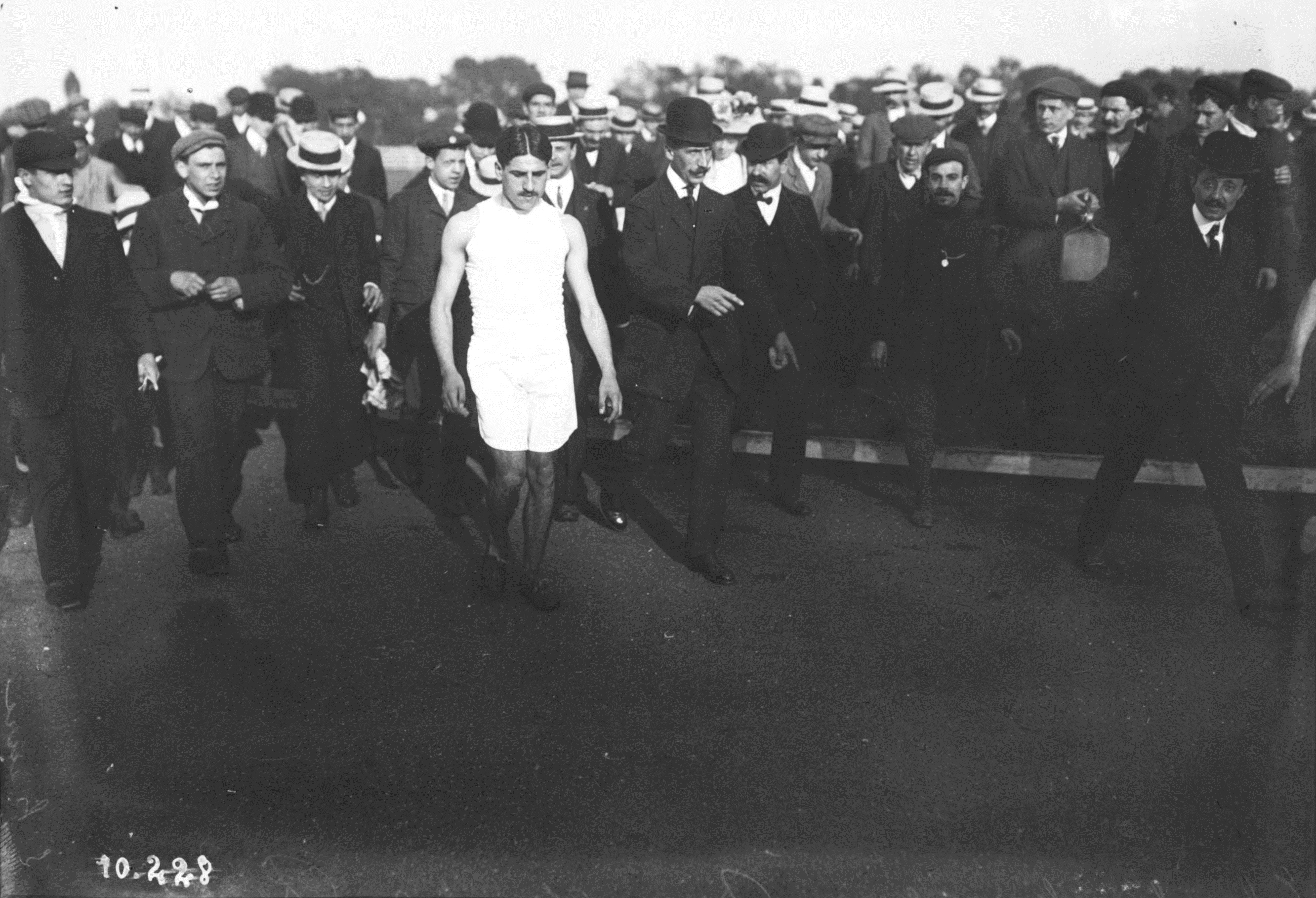
Jean Bouin – später auf den olympischen Langstrecken sehr erfolgreich – schied im siebten Vorlauf aus

Harold Wilson gewann mit dreißig Yards Vorsprung.

#### 8. Vorlauf

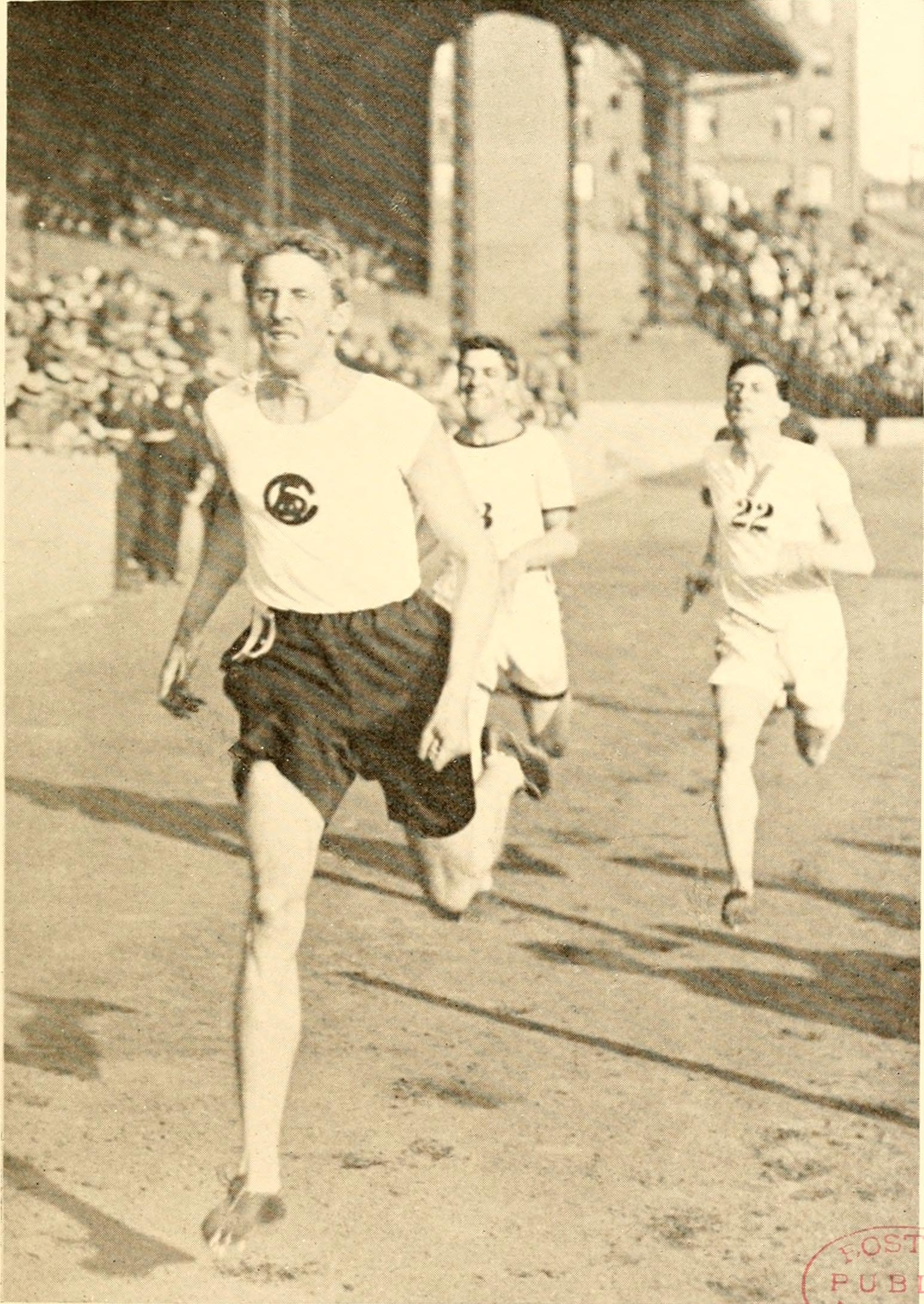
Hanns Braun, später 800 Meter-Dritter, war im achten Vorlauf chancenlos

| Platz | Athlet                 | Land           | Zeit (min) |
| ----- | ---------------------- | -------------- | ---------- |
| 1     | Ivo Fairbairn-Crawford | Großbritannien | 4:09,4     |
| 2     | Edward Dahl            | Schweden       | (4:10,4)   |
| 3     | Hanns Braun            | Deutschland    | (4:18,2)   |
| 4     | Oscar Larsen           | Norwegen       | k. A.      |
| 5     | François Delloye       | Belgien        | k. A.      |
| 6     | Axel Andersson         | Schweden       | k. A.      |
| 7     | John Fitzgerald        | Kanada         | k. A.      |

Der Sieger hatte vier Yards Vorsprung. Zwischen dem Zweiten und Dritten
lagen zwanzig Yards.

### Finale (14. Juli)
| Platz | Athlet                 | Land           | Zeit (min) |
| ----- | ---------------------- | -------------- | ---------- |
| 1     | Mel Sheppard           | USA            | 4:03,4 ORe |
| 2     | Harold Wilson          | Großbritannien | 4:03,60000 |
| 3     | Norman Hallows         | Großbritannien | 4:04,00000 |
| 4     | John Tait              | Kanada         | 4:06,80000 |
| 5     | Ivo Fairbairn-Crawford | Großbritannien | 4:07,60000 |
| 6     | Joe Deakin             | Großbritannien | 4;07,90000 |
|       | James Sullivan         | USA            | DNF0000    |
|       | Ernest Loney           | Großbritannien | DNF0000    |

Bei unangenehmen Witterungsbedingungen führte auf den ersten 500 Metern des Finallaufs Ivo Fairbairn-Crawford, der jedoch dann zurückfiel und Fünfter wurde. Eine Dreiergruppe, bestehend aus Harold Wilson, Norman Hallows und Mel Sheppard, übernahm die Spitze. Bis wenige Meter vor dem Ziel führte Weltrekordler Wilson, bevor ihn Sheppard mit seinem Schlussspurt noch abfing. Auch Hallows hatte nur geringen Rückstand auf Wilson und setzte sich gegenüber einer zweiten Dreiergruppe, in der außer ihm noch der Kanadier John Tait und Ivo Fairbairn-Crawford liefen, im Kampf um Bronze klar durch. Mel Sheppard egalisierte den von Hallows im Halbfinale aufgestellten olympischen Rekord und gewann seine erste Goldmedaille dieser Spiele. Zwei Olympiasiege sollten später über 800 Meter und in der olympischen Staffel noch folgen.
Die angegebenen Zeiten für die ersten Drei sind übereinstimmend in der unten genannten Literatur von zur Megede und bei Sports-Reference verzeichnet. Die Leistungen des Vierten bis Sechsten finden sich bei Sports-Reference. Dort ist darüber hinaus angemerkt, dass die Zeiten ab Rang zwei geschätzt sind.

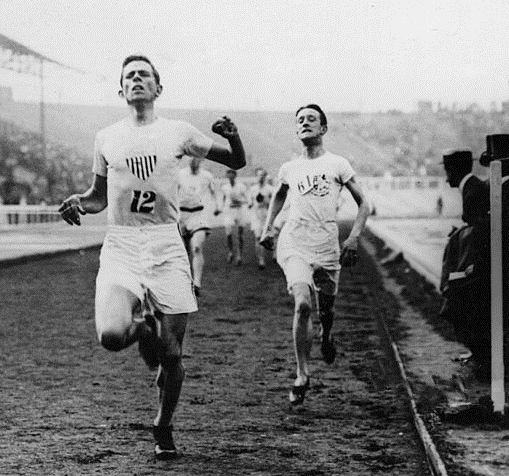
Finaleinlauf mit Olympiasieger Mel Sheppard an der Spitze
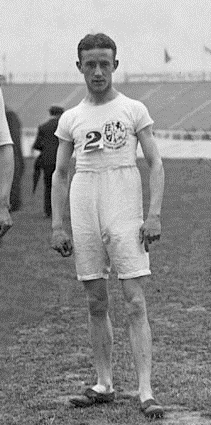
Der Olympiazweite und Weltrekordler Harold Wilson
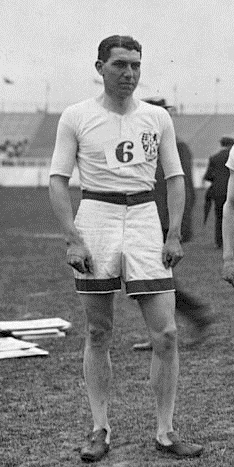
Bronzemedaillengewinner Norman Hallows, Großbritannien
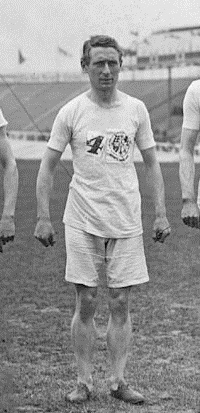
Joe Deakin wurde Olympiasechster